# Coupe de Belgique féminine de football 2007-2008
Navigation
Édition précédente Édition suivante
La Coupe de Belgique de football féminin 2007-2008 est la 32e édition de la Coupe de Belgique. La finale se joue le 18 mai 2008 au Stade Roi-Baudouin à Bruxelles. Elle oppose le KVK Tirlemont (3e finale) au RSC Anderlecht (14e finale).
Le KVK Tirlemont l'emporte et enlève ainsi sa 1re Coupe. Cette victoire permet aux Tirlemontoises de réaliser le doublé Championnat-Coupe.

## Calendrier de la compétition
| Tour | Nom                       | Dates retenues             |
| ---- | ------------------------- | -------------------------- |
| 1    | 1er tour de qualification | 4 août 2007                |
| 2    | 2e tour de qualification  | 11 août 2007               |
| 3    | 1er tour                  | 18 août 2007               |
| 4    | 2e tour                   | 25 août 2007               |
| 5    | Seizièmes de finale       | 20 octobre 2007            |
| 6    | Huitièmes de finale       | 2 février 2008             |
| 7    | Quarts de finale          | 19 mars 2008               |
| 8    | Demi-finales              | 2 avril 2008, 1er mai 2008 |
| 9    | Finale                    | 18 mai 2008                |

## 1ertourde qualification
Le 1er tour de qualification se joue le samedi 4 août 2007. Les matchs se jouent en une manche. Seuls deux clubs sont concernés. Se qualifie pour le 2e tour de qualification : KMR Biesen

## 2etourde qualification
Le 2e tour de qualification se joue le samedi 11 août 2007. Les matchs se jouent en une manche. Se qualifient pour le 1er tour: KWS Alken, K.Zwartberg FC, R.Jeunesse Arlonaise, KVE Drongen, Denderzonen Pamel, USF Montroeul-Dergneau, Miecroob Veltem, VC Moldavo, FC Halvenweg Zonhoven, RC Reppel

## 1ertour
Le 1er tour se joue le samedi 18 août 2007. Les matchs se jouent en une manche. Se qualifient pour le 2e tour : Fémina Olympic Club Charleroi, DV Zonhoven, RAS Nîmy-Maisières, Ladies Audenarde, Ladies Heist-Op-Den-Berg, US Saint-Rémy, VC Moldavo, RFC Rhisnois, K.Olsa Brakel, R.Jeunesse Arlonaise, K.Patro Eisden Maasmechelen, DAVO Waregem, RUS Beloeil. Se qualifient sans jouer: USF Montroeul-Dergneau, DV Opglabbeek, KVE Drongen, Tenneville Sports, RC Reppel

## 2etour
Le 2e tour se joue le samedi 25 août 2007. Les matchs se jouent en une manche. Se qualifient pour les 16es de finale : DV Lanaken, Ladies Heist-Op-Den-Berg, K.Olsa Brakel, VVDG Lommel, FC Helson Helchteren, DAVO Waregem, DV Borgloon, VC Moldavo, K.Patro Eisden Maasmechelen, KSV Jabbeke, RUS Beloeil, Cerkelladies Bruges, FCF Braine-Rebecq. Se qualifient sans jouer: KVE Drongen, Ladies Audenarde

## Seizièmes de finale
Les seizièmes de finale se jouent le 20 octobre 2007. Les matchs se jouent en une manche. 
| Équipe 1                 | Score           | Équipe 2                    |
| KSV Jabbeke              | 1 - 3           | DV Famkes Merkem            |
| RSC Anderlecht           | 10- 1           | K.Patro Eisden Maasmechelen |
| KVE Drongen              | 0 - 9           | KFC Lentezon Beerse         |
| DVC Zuid-West Vlaanderen | 3 - 3 (tab 1-4) | VC Moldavo                  |
| Ladies Audenarde         | 1 - 10          | Standard Fémina de Liège    |
| Cerkelladies Bruges      | 1 - 2           | DVK Haacht                  |
| FCF Braine-Rebecq        | 1 - 1 (tab 3-2) | Sinaai Girls                |
| FC Helson Helchteren     | 1 - 2           | Oud-Heverlee Louvain        |
| VVDG Lommel              | 0 - 4           | Dames VK Egem               |
| KVK Tirlemont            | 5 - 1           | DAVO Waregem                |
| DV Lanaken               | 1 - 4           | K Kontich FC                |
| DV Borgloon              | 1 - 4           | K.Vlimmeren Sport           |
| KFC Rapide Wezemaal      | 8- 1            | RUS Beloeil                 |
| Dames Zultse VV          | 9 - 4           | K.Olsa Brakel               |
| VC Dames Eendracht Alost | 6 - 1           | RC Reppel                   |
| FCF White Star Woluwé    | 5- 0            | Ladies Heist-Op-Den-Berg    |

## Huitièmes de finale
Les huitièmes de finale se jouent le samedi 2 février 2008. Les matchs se jouent en une manche.
| Équipe 1                 | Score           | Équipe 2                 |
| KVK Tirlemont            | 3 - 1           | K Kontich FC             |
| K.Vlimmeren Sport        | 0 - 2           | RSC Anderlecht           |
| Dames VK Egem            | 2 - 4           | VC Dames Eendracht Alost |
| FCF White Star Woluwé    | 3 - 2           | KFC Lentezon Beerse      |
| Standard Fémina de Liège | 2 - 1           | KFC Rapide Wezemaal      |
| DVK Haacht               | 1 - 5           | VC Moldavo               |
| Oud-Heverlee Louvain     | 1 - 0           | Dames Zultse VV          |
| DV Famkes Merkem         | 3 - 3 (tab 3-0) | FCF Braine-Rebecq        |

## Quarts de finale
Les quarts de finale se jouent le 19 mars 2008. Les matchs se jouent en une manche
| Équipe 1                 | Score | Équipe 2                 |
| FCF White Star Woluwé    | 0 - 4 | RSC Anderlecht           |
| Oud-Heverlee Louvain     | 1 - 4 | KVK Tirlemont            |
| VC Dames Eendracht Alost | 0 - 2 | DV Famkes Merkem         |
| VC Moldavo               | 0 - 3 | Standard Fémina de Liège |

## Demi-finales
À ce niveau, les matchs se jouent en aller-retour. Les demi-finales se jouent le mercredi 2 avril 2009 pour les matchs aller, le jeudi 1er mai 2008 pour les matchs retour.
| Équipe 1         | Score | Équipe 2                 | Aller | Retour |
| KVK Tirlemont    | 5-3   | Standard Fémina de Liège | 5 - 1 | 0-2    |
| DV Famkes Merkem | 0-8   | RSC Anderlecht           | 0 - 3 | 0-5    |

## Finale
| Équipes            | RSC Anderlecht-KVK Tirlemont  |
| Score              | 1 - 1 3-1 tab                 |
| Date               | Samedi 18 mai 2008            |
| Stade              | Stade Roi-Baudouin, Bruxelles |
| Arbitre            |                               |
| Assistants-arbitre |                               |
|                    |                               |
|                    |                               |
| Buts               | 1 - 1 (4-5 tab)               |
| Cartes jaunes      |                               |